# Cerdido
Cerdido es un municipio español de la provincia de La Coruña, en Galicia, perteneciente a la comarca de Ortegal.
Según la estimación del INE para el año 2008, tiene una población de 1.384 habitantes, ocupando una superficie de 52,72 kilómetros cuadrados. 
En su escudo, se combinan tres árboles, quizás robles o encinas (de la familia de los Quercus), con las armas de los Rivadeneira y los Maldonado, que en el pasado poseyeron el señorío de partes de este municipio.
La Bandera propuesta por la Real Academia de la Historia, es azul celeste, con las armas del Municipio.

## Etimología
Aunque la etimología popular atribuye el nombre a un cerdo escapado (y lo apoya con la imagen de un jabalí que figura en la fachada de la iglesia de San Martiño de Cerdido, probablemente en referencia a la casa de Andrade, y es que este animal debía formar parte de su escudo), la realidad es que el origen debería buscarse en algún derivado de la palabra latina Quercus (roble, encina), como Quercetum (robledal). Es similar a otros municipios de Galicia (Cerceda y Cerdedo) y de otras partes de España (Cerceda, Cercedilla). El rechazo a esta teoría también se apoya en que siendo en Galicia la lengua dominante el gallego, Cerdido no podría derivar de "cerdo" pues en gallego se dice "porco".

## Geografía
Cerdido es un municipio de la comarca del Ortegal, en la provincia de La Coruña (Galicia), junto con los
municipios de Cariño, Mañón y Ortigueira. Limita al norte con Cedeira, al este con Ortigueira, al
sur con Somozas y Moeche y al oeste con Valdoviño. En esta comarca cabe destacar el Cabo del
Ortegal y la Punta de Estaca de Bares, situada en el punto más al norte de la península ibérica. Posee un área de unos 52 km² y está situado a 240 m sobre el nivel del mar. Los ríos de Cabo y
Mera discurren por estas tierras, este último desemboca en la ría de Ortigueira.

## Parroquias
Parroquias que forman parte del municipio:
- Casares[2]
- Cerdido (San Martiño)
- La Barquera[2]

## Geografía humana

### Demografía
Cuenta con una población de 1004 habitantes (INE 2024).
| Gráfica de evolución demográfica de Cerdido entre 1842 y 2021                                                         |
| |
| Población de derecho según los censos de población del INE. Población de hecho según los censos de población del INE. |

## Economía

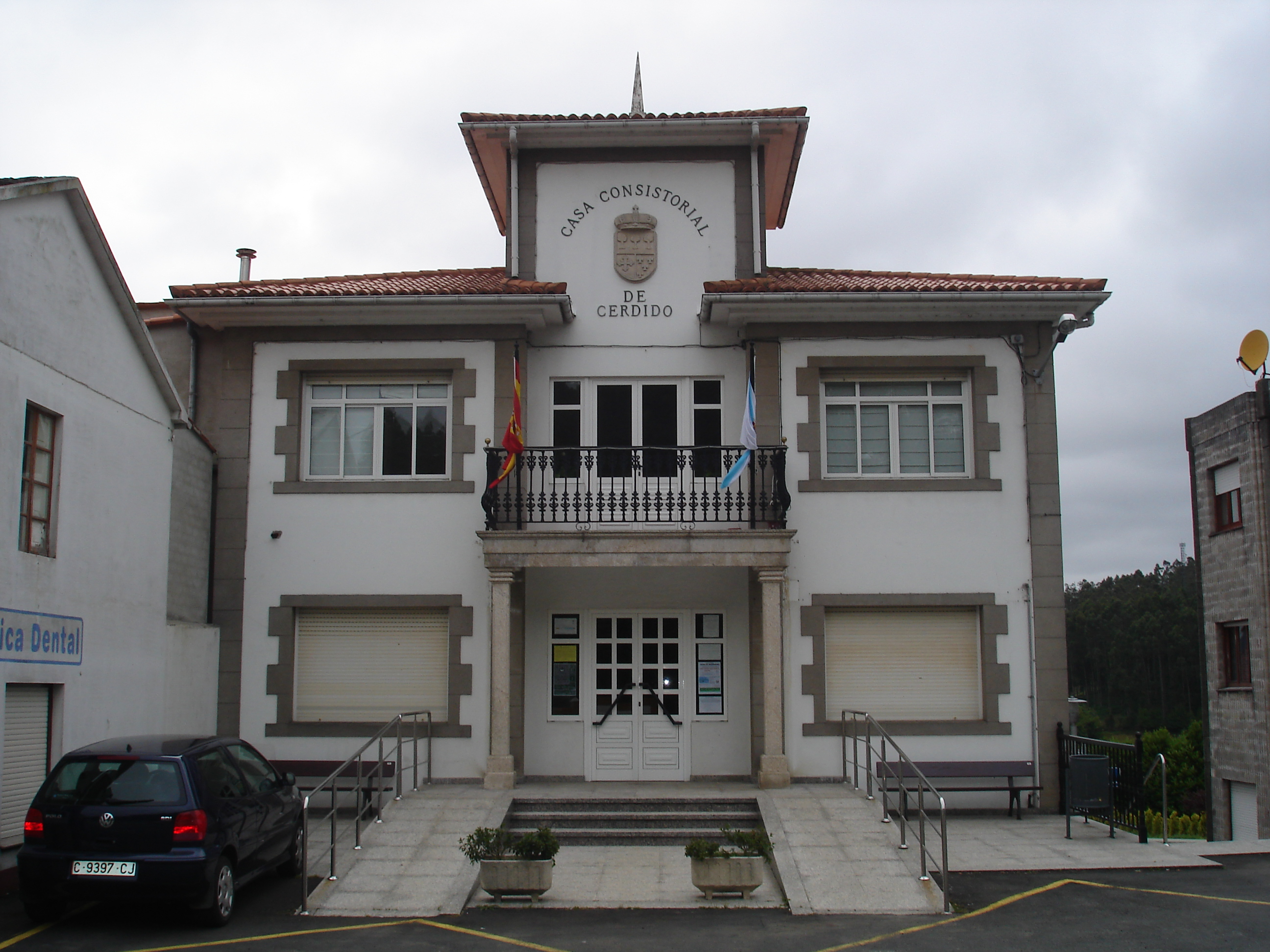
Edificio del ayuntamiento.

Si bien en el pasado las actividades económicas en Cerdido fueron sobre todo agrícolas de subsistencia, en el presente el uso del monte está fundamentalmente dirigido a la explotación maderera (eucalipto). A esto se añade alguna explotación ganadera. En el siglo XIX se abrieron minas de cobre, que nunca produjeron y cerraron pronto.
Es de destacar la importancia comarcal de la feria de A Barqueira, celebrada en esa parroquia. Aunque inicialmente tenía lugar mensualmente en día fijo, en la actualidad se celebra el primer fin de semana de cada mes, y cada feria va dedicada a un producto o motivo. Por ejemplo, la feria de noviembre es la de la castaña, y hay ferias de la cereza, de la empanada, etc.

## Fiestas
Cada parroquia celebra sus fiestas. Además de las ferias mencionada más arriba, En la de A Barqueira, por San Antonio y por la Virgen del Pilar, se celebran en el mismo Campo da Feira animadas verbenas. En Cerdido se celebra el San Martiño y la Virgen del Rosario. En Os Casás las fiestas son en honor a san Juan.